# In a Major Way
In a Major Way è il secondo album del rapper statunitense E-40. Pubblicato il 14 marzo del 1995, è distribuito dalla Sick Wid It e dalla Jive Records. Il 16 giugno successivo, l'album è certificato disco d'oro dalla RIAA. Il 3 giugno 2002 In a Major Way raggiunge il milione di copie vendute ed è certificato disco di platino nel mercato statunitense.
In a Major Way vede la partecipazione, tra gli altri, di 2Pac.
| Recensione | Giudizio |
| ---------- | -------- |
| AllMusic   | [ 1 ]    |
| The Source | [ 3 ]    |

## Tracce
1. Intro – 1:44 (musica: Mike Mosley, Sam Bostic)
2. Chip in Da Phone – 0:14 (musica: E-40)
3. Da Bumble – 4:11 (musica: Mosley, Bostic)
4. Sideways (featuring B-Legit & Mac Shawn) – 4:25 (musica: Funk Daddy)
5. Spittin' – 4:41 (musica: Studio Ton)
6. Sprinkle Me (featuring Suga-T) – 4:10 (musica: Mosley, Bostic)
7. Outta Bounds – 0:41 (musica: E-40)
8. Dusted 'N' Disgusted (featuring 2Pac, Spice 1 & Mac Mall) – 4:30 (musica: Mosley, Bostic)
9. 1 Luv (featuring Geraldine Michaels) – 5:08 (musica: Studio Ton)
10. Smoke 'N Drank (featuring Levitti) – 4:17 (musica: Kevin Gardner, Redwine Co-produttore Samuel Stephens.)
11. Dey Ain't No (featuring T-Pup) – 4:31 (musica: Studio Ton)
12. Feds (featuring Suga-T) – 5:12 (musica: Funk Daddy)
13. H.I. Double L. (featuring Celly Cel & B-Legit) – 4:43 (musica: Studio Ton)
14. Bootsee – 4:16 (musica: Studio Ton)
15. It's All Bad (featuring Lil E) – 3:28 (musica: Funk Daddy)
16. Outro (featuring B-Legit & T-Pup) – 2:26 (musica: Studio Ton)

Durata totale: 58:37

## Classifiche settimanali
| Classifica (1995)         | Posizione massima |
| ------------------------- | ----------------- |
| Stati Uniti               | 13                |
| US Top R&B/Hip-Hop Albums | 2                 |